# Вилијам Карлсон
Ларс Вилијам Карлсон (швед. Lars William Karlsson — Мерста, 8. јануар 1993) професионални је шведски хокејаш на леду који игра на позицијама централног нападача.
Члан је сениорске репрезентације Шведске за коју је на међународној сцени дебитовао на светском првенству 2017. када је Шведска освојила титулу светског првака. 
Учествовао је на улазном драфту НХЛ лиге 2011. где га је као 53. пика у другој рунди одабрала екипа Анахајм дакса.